# Carl Wieselsberger
Carl Wieselsberger (auch Karl Wieselsberger, * 4. November 1887 in Eberstall, Jettingen-Scheppach; † 26. April 1941 in Aachen) war ein deutscher Strömungsmechaniker und Aerodynamiker.

## Leben und Wirken
Wieselsberger schloss sein Studium des allgemeinen Maschinenbaus an der Technischen Hochschule München 1913 mit einer Dissertation über eine flugtechnische Problemstellung (Ueber die statische Längsstabilität der Drachenflugzeuge) ab. Die Aerodynamik wurde anschließend sein Forschungsgebiet. Er wechselte nach Göttingen an die Modellversuchsanstalt für Aerodynamik, die spätere Aerodynamische Versuchsanstalt, an der er bis 1922 Abteilungsleiter war. Während des Ersten Weltkrieges diente er von 1914 bis 1915 als Freiwilliger bei einer Fliegertruppe, wurde dann aber zu seiner Arbeitsstätte nach Göttingen abkommandiert. 1922 wurde er an der Universität Göttingen bei Ludwig Prandtl mit der Schrift Zur Theorie des Tragflügels bei gekrümmter Flugbahn zum Dr. phil. promoviert. Auf Einladung der japanischen Regierung ging er anschließend nach Japan und leitete in Tokio und anderen Städten den Bau verschiedener Windkanäle. Gleichzeitig war er außerordentlicher Mitarbeiter des Luftfahrtforschungsinstituts der Universität Tokio. 1930 kehrte er nach Deutschland zurück und wurde 1931 Inhaber des Lehrstuhls für Angewandte Mathematik und Strömungsforschung an der TH Aachen und später in der Nachfolge von Theodore von Kármán Direktor des Aerodynamischen Instituts. Im Mittelpunkt seiner wissenschaftlichen Arbeit standen die Entwicklung von Windkanälen, deren messtechnische Ausrüstung sowie die Messung des Einflusses von Form und Oberflächengestaltung verschiedener Flugkörper auf den Luftwiderstand. Außerdem untersuchte er experimentell und theoretisch die Luftkräfte an Tragflächen und die Querruderwirkung. Wieselsberger starb im Alter von 53 Jahren.
Er war Mitglied der Deutschen Akademie der Luftfahrtforschung.

## Schriften (Auswahl)
- Carl Wieselsberger: Ueber die statische Längsstabilität der Drachenflugzeuge. Technische Hochschule München, München 1913, S. 52.
- C. Wieselsberger: Zur Theorie des Tragflügels bei gekrümmter Flugbahn. In: Zeitschrift für angewandte Mathematik und Mechanik. Band 2, Nr. 5, 1922, S. 325–340.
- C. Wieselsberger: Die wichtigsten Ergebnisse der Tragflügeltheorie und ihre Prüfung durch den Versuch. In: T. von Kármán, T. Levi-Civita (Hrsg.): Vorträge aus dem Gebiete der Hydro- und Aerodynamik, Innsbruck 1922. Springer, Berlin, Heidelberg 1924, ISBN 978-3-662-00260-5, S. 47 ff., doi:10.1007/978-3-662-00280-3_4.
- C. Wieselsberger, A. Betz, L. Prandtl (Hrsg.): Ergebnisse der Aerodynamischen Versuchsanstalt zu Göttingen. I. Lieferung. 3. Auflage. R. Oldenbourg, München, Berlin 1925.
- C. Wieselsberger: Die aerodynamische Waage des Aachener Windkanales. In: Abhandlungen aus dem Aerodynamischen Institut an der Technischen Hochschule Aachen. Springer, Berlin, Heidelberg 1934, ISBN 978-3-642-93773-6, S. 24–26, doi:10.1007/978-3-642-94173-3_2.
- C. Wieselsberger: On the Distribution of Lift Across the Span Near and Beyond the Stall. In: Journal of the Aeronautical Sciences. Band 4, Nr. 9, 1937, S. 363–365, doi:10.2514/8.435.